# OPEX

Diagrama que mostra l'economia de la informàtica en núvol en comparació amb la informàtica tradicional, incloses les despeses de capital (CapEx) i les despeses operatives (OpEx).

Una despesa d'explotació o despesa operativa (coneguda per l'acrònim en anglès opex o OPEX), és un cost continu per fer funcionar un producte, negoci o sistema. La seva contrapartida, una despesa de capital (capex), és el cost de desenvolupament o subministrament de peces no consumibles per al producte o sistema. Per exemple, la compra d'una fotocopiadora implica capex, i els costos anuals de paper, tòner, energia i manteniment representen opex. Per a sistemes més grans com les empreses, l'opex també pot incloure el cost dels treballadors i les despeses de les instal·lacions, com ara el lloguer i els serveis públics.
A les empreses, una despesa d'explotació és una despesa del dia a dia, com ara vendes i administració o investigació i desenvolupament, a diferència de la producció, els costos i els preus. En resum, aquests són els diners que gasta l'empresa per convertir l'inventari en rendiment.
En un compte de resultats, "despeses d'explotació" és la suma de les despeses d'explotació d'una empresa durant un període, com ara un mes o un any.
En la comptabilitat de rendiment, l'aspecte de la comptabilitat de costos de la teoria de les restriccions (TOC), les despeses d'explotació són els diners gastats per convertir l'inventari en rendiment. A TOC, les despeses operatives es limiten a costos que varien estrictament amb la quantitat produïda, com ara les matèries primeres i els components comprats. Tota la resta és un cost fix, inclosa la mà d'obra (tret que hi hagi una possibilitat regular i significativa que els treballadors no treballin una setmana a temps complet quan informen el primer dia).
Les despeses d'explotació inclouen:
- despeses comptables
- taxes de llicència
- manteniment i reparacions, com ara la retirada de neu, la retirada d'escombraries, el servei de neteja, el control de plagues i la cura de la gespa
- publicitat
- despeses d'oficina
- subministraments
- honoraris d'advocat i honoraris legals
- serveis públics, com ara el telèfon
- assegurança
- gestió de la propietat, inclòs un gestor resident
- impostos sobre la propietat
- despeses de viatge i vehicles